# Torweg (Weimar)

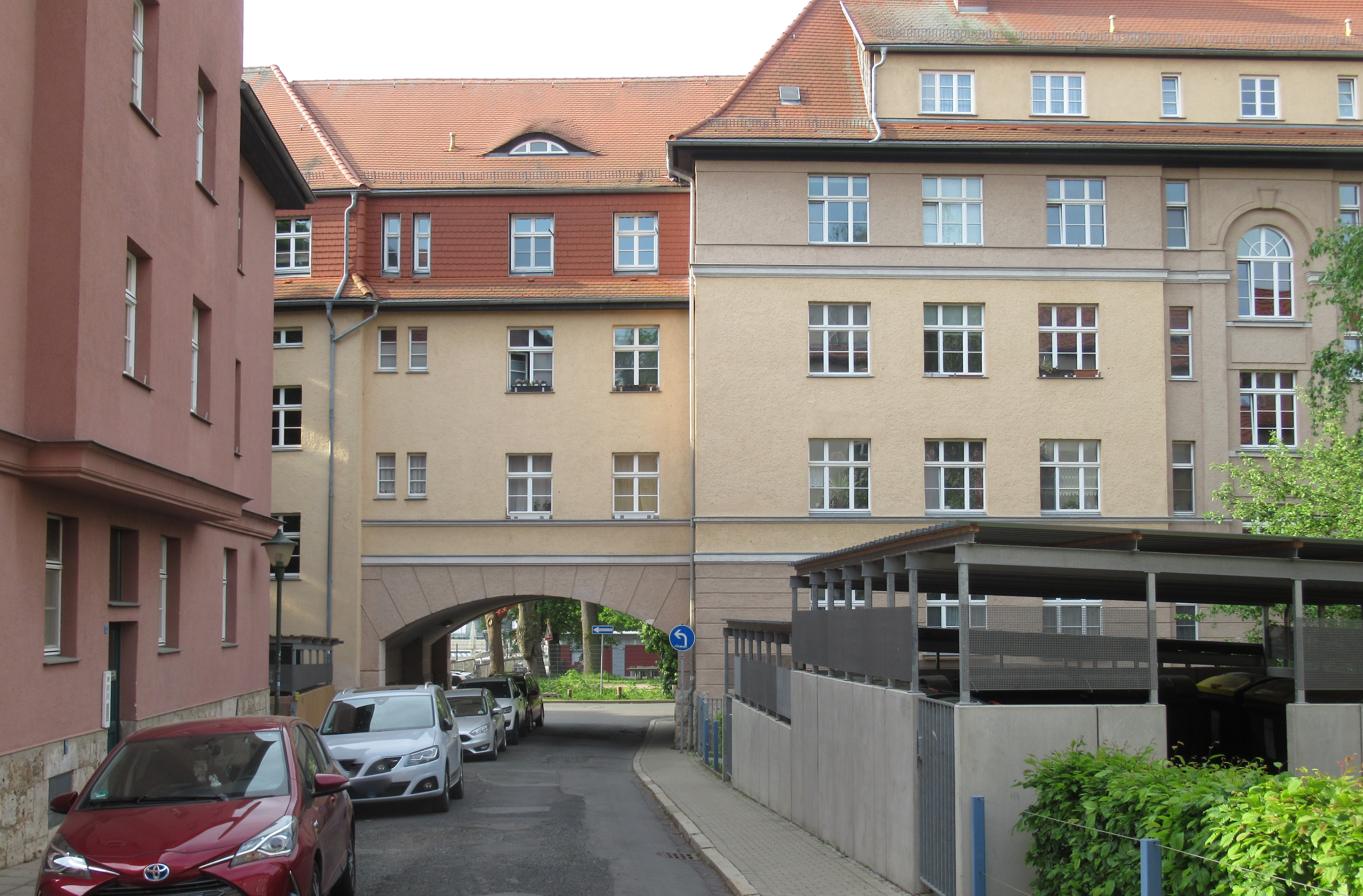
Blick aus der querenden Müllerhartungstraße durch den südlichen Teil des Torwegs in Richtung Asbach-Grünzug

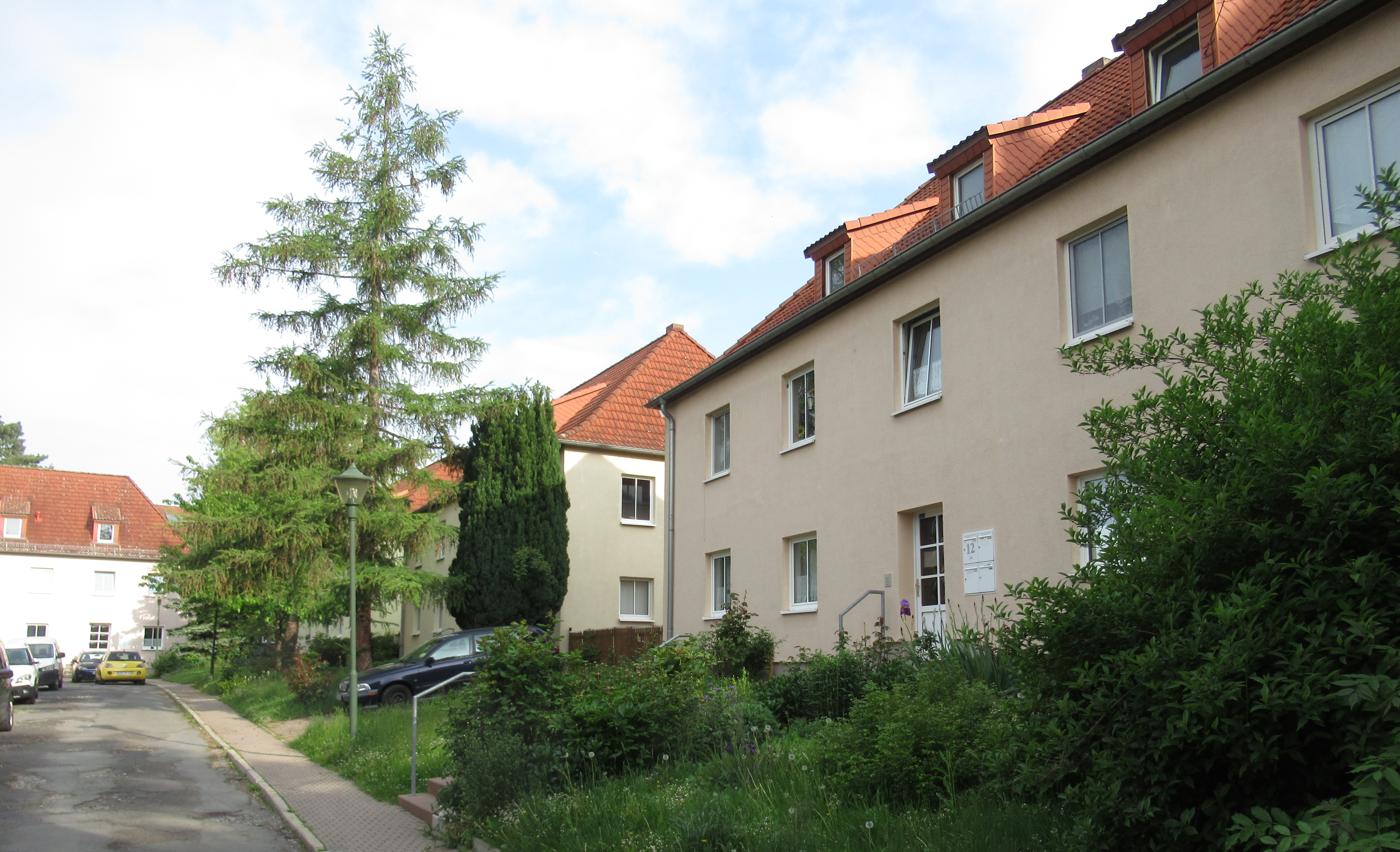
Sogenannte Volkswohnungen aus den 30-er Jahren, nördlicher Teil des Torwegs

Siedlungsbebauung Asbachstraße gesehen vom Torweg, Aufnahme vor 1928

Der Torweg ist ein Straßenzug in der Nordvorstadt von Weimar. Er beginnt an der Asbachstraße mit der namengebenden Tordurchfahrt durch ein Reihenhaus, kreuzt die Müllerhartungstraße und endet nach einem Schwenk vor der Herbststraße. Es ist eine Anliegerstraße. Der Postleitzahlenbereich ist 99423.
Torweg 2, 4 steht auf der Liste der Kulturdenkmale in Weimar (Sachgesamtheiten und Ensembles). Das Ensemble ist in den 1920er oder 1930er Jahren entstanden. Es liegt im Bereich des Asbach-Grünzuges. Die Reihenhäuser in der Asbachstraße und damit das namensgebende Gebäude sind als staatliche und städtische Wohnungen in den 1920er Jahren entstanden. In der Müllerhartungstraße und dem Torweg sind Reihenhäuser als „Volkswohnungen“ 1937/38 bzw. 1939 entstanden. Das erfolgte unter August Lehrmann.